# 청주 보살사 극락보전
청주 보살사 극락보전(淸州 菩薩寺 極樂寶殿)은 충청북도 청주시 상당구 용암동, 보살사에 있는 건축물이다. 1980년 1월 9일 충청북도의 유형문화재 제56호 청주보살사극락보전(淸州菩薩寺極樂寶殿)으로 지정되었다가, 2013년 1월 18일 현재의 문화재 명칭으로 변경되었다. 보살사 극락보전은 조선 초기 건물의 특징이 강하게 남아있는 불전건축이다.

## 역사
보살사는 신라 진흥왕 28년(567)에 의신이 처음 지었으며, 청주 근교에서 가장 오래된 유서 깊은 절이다.
아미타불을 모신 극락보전은 조선 초기에 지은 것으로 선조(재위 1567∼1608) 때 수리하였으며, 고종 9년(1872)에 다시 지었다.

## 형태
앞면 3칸·옆면 2칸의 규모이며, 지붕 옆면이 사람 인(人)자 모양인 소박한 맞배지붕집이다. 지붕 처마를 받치면서 장식을 겸하는 공포는 기둥 위와 기둥 사이에도 배치된 다포식 건물이다. 안에는 석조이존병립여래상(충청북도 유형문화재 제24호)과 지장보살상, 삼존불상이 모셔져 있다. 또한 왼쪽 벽에는 극락회상탱이, 오른쪽 벽에는 칠성탱화가 있다.

## 참고 자료
- 청주 보살사 극락보전 - 국가유산청 국가유산포털